# Eglin Air Force Base
Eglin Air Force Base est l'une des plus grandes bases de l'United States Air Force, elle est située dans le comté d'Okaloosa dans le nord de la Floride.

## Unités et mission
Les principales unités hébergées sont : 
- 96th Air Base Wing de l'Air Force Materiel Command
- 33rd Fighter Wing de l'Air Combat Command
- 46th Test Wing de l'Air Force Materiel Command
- 53rd Wing de l'Air Combat Command
- 308th Armament Systems Wing
- 328th Armament Systems Wing
- 329th Armament Systems Group
- 919th Special Operations Wing de l'Air Force Special Operations Command
- 7th SFG (A) des Special Forces.

Elle est chargée d'intégrer les systèmes d'armement mis en œuvre par les forces aériennes.
La base héberge également l'aéroport de Destin-Fort Walton, l'un des principaux aéroports civils de la région, le Air Force Armament Museum, le musée de l'armement de l'USAF ainsi qu'une prison du Bureau fédéral des prisons à sécurité minimale jusqu'en 2006.

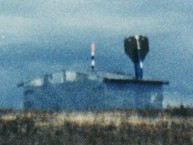
Test de la première bombe guidée par GPS le 10 février 1993 sur la base d'Eglin.

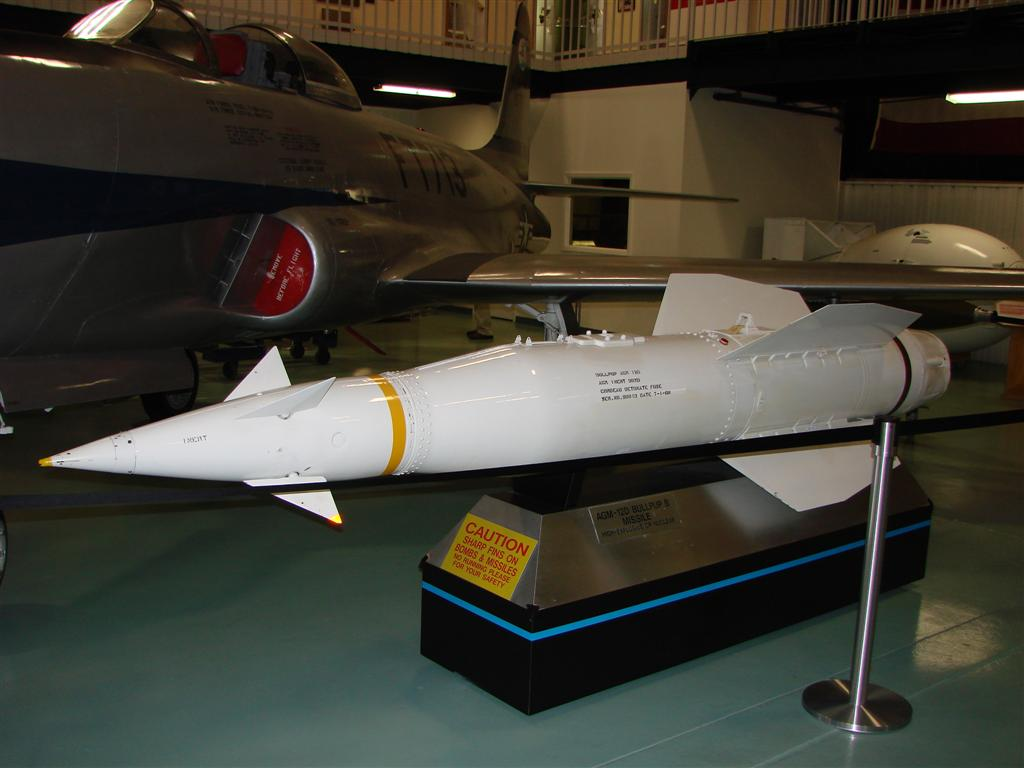
Missile air-sol AGM-12D au musée de l'armement de la base.

## Démographie
| 2000  | 2010  | - | - | - | - |
| ----- | ----- | - | - | - | - |
| 8 368 | 2 274 | - | - | - | - |